# Відносини Чорногорія — Європейський Союз
Відносини Чорногорії з Європейським Союзом сягають перших років після розпаду Югославії; процес, який призвів до поступової незалежності Чорногорії у 2006 році; і відрізняються періодом демократичного переходу, а потім фазою зближення з довгостроковою метою вступу країни до Європейського Союзу.

## Період після здобуття незалежности
Встановлено партнерство з Чорногорією в січні 2007 року, а 15 жовтня того ж року в Люксембурзі було підписано Угоду про стабілізацію та асоціацію (ССА).
15 листопада 2007 року, підписана рамкова угода про інструмент передвступної допомоги.

## Вступ до Європейського Союзу
Заявку на членство подано на розгляд Європейської ради 15 грудня 2008 року.